# 哆啦A夢超棒球外傳
《多啦A夢超棒球外傳》是由藤子製作中藤子·F·不二雄的弟子麥原伸太郎編繪的日本棒球漫畫。於小學館漫畫雜誌《快樂龍》2000年9月開始連載，其後亦在香港版本連載。故事以22世紀為背景，描述貓型機械人黑隊長A夢領導的棒球隊伍進行世界級比賽的故事。
續篇《新 多啦A夢超棒球外傳》於同雜誌2012年至2014年期間連載，單行本全4卷。

## 概要
作品設定在22世紀，棒球比賽規則基本沒有太大改變，但在比賽中可以使用指定的三種神奇法寶各一次。基本上機械人和人類是平等的，多數機械人都可以參加運動比賽，所以會出現一些有特色的隊伍。此作的主題雖然是棒球，但登場的角色大多都是業餘運動員。故事是描述一群對棒球非常有熱情的哆啦機械人，不論什麼時候都不輕言放棄，打出一場比一場精彩刺激的棒球賽。

## 登場人物
以下為作品中登場的角色（下列為台灣中文版翻譯）。

### 江戶川多啦隊
黑A夢（クロえもん(古洛A夢)，黑隊長A夢，隊長、三壘手，5棒（打擊順序），背番號5）
為主人公也是隊伍的創始隊長，外貌像多啦A夢。右投右打。愛稱黑隊長A夢。是小廣家的機器帮佣，目前整天不務正業偷懶打棒球中。是個熱血男兒，也是照料大家的好隊長。
WABC的日本代表之一
與哆啦A夢有好友關係，曾在第1、21話客串過。
生日為2112年9月6日，江戶川區出身。
藤本廣司（藤本ひろし，投手，9棒，背番號1）
通称“小广”
黑隊長A夢的主人，右投右打。早年父親早逝，與母親繼承速遞公司的家業。
被选為WABC的日本之一，但在比賽前因車禍受傷而沒法參加比賽。
其名字初期沒有表明其姓氏，姓氏「藤本」於第23巻第134話中，展示廣司家的門牌而初次揭露。名字源於藤子·F·不二雄的本名「藤本弘」（日文讀音相同關係）。
人物原型上，曾被認為拳擊漫畫經典《第一神拳》主角的幕之內一歩，而非棒球界人物。
貪吃A夢（パクえもん，捕手，7棒，背番號2）
右投右打，因為體型而決定了守備位置，擁有超強記憶力，而且即使是超速球也能接得很穩。
在幼稚園工作，非常受小孩子們歡迎。嘴裡經常在吃東西。
創始隊員之一
高個A夢（ヒョロえもん，一壘手，6棒，背番號3）
左投左打，是球隊裡最能帶動精神也是氣氛製造者，和其他選手比起來實力普通。不過在WABC後整體實力有所上升(古洛A夢曾經表示:因為跟世界各地對手戰鬥過變得更加可靠)
性格耿直，曾經在比賽後因為古洛A夢無安打而直斥「古洛，你竟然無安打，不能接受」
因為在魚店工作所以身上常有濃烈的魚腥味，也曾因為在魚店工作的大叔暈倒而離開哆啦隊一段時間和拜托博士A夢代替自己，直到大叔康復後才重返哆啦隊
創始隊員之一
WABC的日本代表之一
膽小A夢（スズえもん，游擊手，3棒，背番號6）
對是否弄髒球衣十分在意，是全隊中最愛漂亮的球員，家裡非常的富有。他是走、攻、守三拍子的球員，游擊防區的守備也滴水不漏，但經常被莫名其妙的忽略。
替代小廣的WABC的日本代表之一，但因實力普通而只能做後補
創始隊員之一
A夢特（エーモンド，左外野手，4棒，背番號7，主力攻擊手）
冷漠無語，帶著墨鏡，出生於美國。起先隸屬於美國佛羅里達的業餘球隊龍蝦隊，然而在一次奧運棒球冠軍賽中，A夢特見到日本隊的王者貞治以再見全壘打擊敗美國隊，開始對日本棒球環境感到好奇，決心到日本闖盪，之後誤打誤撞加入江戶川哆啦隊。
WABC的美國代表之一。
老虎A夢（トラえもん，中外野手，1棒，背番號8）
在船屋工作，是隊中跑得最快的選手。雖然有時會因一時慌亂而犯錯，不過心地善良。常用多餘的一句話弄亂球隊的氣氛。
隊中最喜歡釣魚的一個，也非常崇拜郎拿A夢（巴西的足球天才）。
彈跳A夢（ピョコえもん，二壘手，8棒，背番號4）
在機器人維修工廠工作，喜歡研究機器，一副被修理過的樣子。雖然比賽時動作很輕快，不過方向感卻近乎於零。他的手、腳、頭甚至耳朵都裝有彈簧，所以能做出極誇張的美技守備，相對來說似乎也容易壞掉。
創始隊員之一
在漫畫前期任第2棒，因小個A夢的加入，第三集開始成為第8棒。
博士A夢（グリえもん，前哆啦隊右外野手，8棒，背番號9）
補習班老師，愛好讀書。曾是哆啦隊的隊員，擁有精明的頭腦。後來意外考上了國家研究院，為了實現夢想而離開哆啦隊。此後9號就成了形式上的退休號碼。在進入北海道雪狐隊當捕手後變得很大力，後來因被閃電擊中而恢復正常。目前於哆啦隊擔任候補與教練。
曾經受高個A夢的委托而代替高個A夢擔任一疊手。
小個A夢（チビえもん，2棒，背番號0）
在博士A夢離隊後，接替成為哆啦隊新任右外野手。當哆啦隊正在江戶川邊煩惱該找誰代替博士A夢時，小個A夢意外從河邊漂過，被他們救起，成為哆啦隊的一員。他還只是打棒球的新手，總愛拖球隊後腿，但跑步速度和老虎A夢不相上下。意外的找到破解蜻蜓球的秘訣:豆釘A夢破解蜻蜓球的必殺技是以蔬菜名稱為排列順序，順序為：↓
紅蘿蔔  青椒  洋蔥  牛蒡  小黃瓜  番茄  茄子  高麗菜斬(是因為名稱唸完而打中的)
小個A夢還曾因吃了"動物變身餅"中的青蛙餅而擊中WWW魔球。
花貓A夢（ミケえもん，替補、一壘手、外野手，背番號12）
爆發力強，但平常技術不怎麼樣。曾替補過投手、一壘、左外野手。
以前曾是艾摩爾派來搗亂哆啦隊的間諜，後來正式加入哆啦隊，並離開茜鉗子隊
當投手時，曾以狡猾的方式讓3人出局。
小美（經理人，背番號28）
小廣的青梅竹馬，哆啦隊的經理，記性好。偶爾會先發守外野。
哆啦A夢（ドラえもん，投手，背番號10）
於第1話客串登場，與黑A夢為好友關係。於小廣加入球隊前擔任投手，可惜除了唯一一次接球外，有着令球隊輸掉21分等等的慘敗記錄（與此同時，野比大雄以僅一格的客串出現）。球隊名稱「江戶川哆啦隊」正是由他命名。
創始隊員之一
紅A夢，（アカえもん，投手，背番號119）
于第15册的《红A梦篇》客串登场，是江户川消防队的消防员。热爱棒球，非常珍惜自己的手套，曾在两次比赛中于最后一局代替小广投球，在和克鲁克队的比赛中帮小广完成一次完全比赛。
主要必殺技
- 水球滑球（就算对手提前知道红A梦即将投出滑球也打不中）

### 荒川賀威達隊
（隊長、投手，3或5棒，背番號1）
即是黑A夢最大的競爭對手，也是其最要好的朋友，右投右打。是黑A夢在學生時代的好夥伴，但是因為棒球打法上的分歧而成為陌路。
起初和黑A夢一樣是圓臉，後來耳朵變得尖尖長長的，臉形也不是圓臉了。
WABC日本代表之一。
第二十三集改變打击順序，成為第5棒
漫畫後期隊伍名稱由「荒川賀威達隊」改為「荒川White隊」
平井（捕手，4棒，背番號2）
體格健壯的捕手。右投右打。能穩穩的接住白A夢的球。打擊能力也是有一定的水準。
WABC日本代表之一。在WABC比賽中，常常漏接WORLD魔球。
小松川（二壘手，1或2棒，背番號4）
白A夢的得力隊員。初期時常失誤，但是後期時獲選為WABC的日本代表之一
第二十三集改變打擊順序，成為第1棒
鹿濱（左外野手 1或2棒 背番號7）
千住（一壘手，3或5棒，背番號3）
木根川（三壘手，6棒，背番號5）
四木（游擊手，7棒，背番號6）
扇（中外野手，8棒，背番號8）
堀切（右外野手，9棒，背番號9）

### 章魚王隊
來自美國紐約，當地最強的業餘球隊，由哆啦恩普領軍。擁有自己專屬的海島型球場，能隨著海外比賽而移動。
哆啦恩普（ 哆啦恩普，投手，3棒，背號13）
出身美國紐約，黑A夢的競爭對手。左投左打，可輕易將W魔球打中。起初想招白A夢入隊但被拒絕，憤而報復而將白A夢原本就脆弱的肩膀弄傷。為了醫好白A夢的肩膀，黑A夢向哆啦恩普下了挑戰書。最後因為白A夢的復活，章魚王敗給了江戶川哆啦隊。也曾經為黑A夢進行破解WWW魔球的特訓。
以前跟贝普是好朋友，贝普當壘審時曾被擊中頭部。
蘭迪（[] 错误：{{Lang}}：无文本（帮助）捕手 4棒 背番號2）
章魚王隊的明星捕手，傳球的準度與速度一流。原本是龍蝦隊的一員，和A夢特是老隊友，在與章魚王隊比賽結束後，被以治好哆啦恩普舊傷的條件投靠章魚王隊，此舉使得龍蝦隊頓失主力球員，導致龍蝦隊解散。
馬克（[] 错误：{{Lang}}：无文本（帮助）右外野手 7棒 背番號9）
章魚王隊的右外野手兼隊醫，不論什麼傷都可以醫治好。在日美決戰接近尾聲時醫治好白A夢的肩傷，也曾經醫治自己。
賴安（[] 错误：{{Lang}}：无文本（帮助）游擊手 9棒 背番號6）
投球是一流。WABC的美國代表之一。
贝普（捕手 背番號3）（退役球员）
章鱼王队创始人，因队里只有自己一人而拉哆啦恩普入队，后来认为自己太差劲，会埋没哆啦恩普的才能而主动退出球队。临走前曾于自由女神像下与哆啦恩普下约定，要哆啦恩普创建出世界最强的球队。现成为裁判。

### 茜鉗子隊
位在兵庫縣的業餘棒球隊，由艾摩爾領軍，LOGO上有明顯的蜻蜓圖案。主場是甲蟲園球場。
艾摩爾（投手 3棒 背番號1）
茜鉗子隊的隊長，投打俱佳，對於既定目標會不擇手段達成。他是[E。A。L]航空公司社長凱尼黑的得力助手，但凱尼黑反對讓艾摩爾打棒球，於是便約定，只要茜鉗子隊能在甲蟲盃奪冠，就能讓他隨心所欲，反之若輸球，就必須回到輔佐機器人的崗位上。艾摩爾爲了獲勝，還指派花貓A夢潛入哆啦隊企圖擾亂向心力。
銀次郎(一壘手 4棒 背番號3）
茜鉗子隊的當家一壘手，是十分支持艾摩爾的隊友。修長的四肢常能接住各種高難度球。他的絕招是在沒有趨前的內野使用安全觸擊，製造意想不到的上壘機會。
鬼山(捕手 5棒)
茜鉗子隊的捕手，入選日本縱貫聯賽明星賽。

### 北海雪狐隊
位於北海道的球隊，博士A夢加入後士氣大挀。
博士A夢（グリえもん，投手及捕手，1棒，背番號9）
進入國家研究院後發明了大力老鼠古拉，但中了艾摩爾的計而加入北海雪狐隊，還變得很大力，但後來被閃電擊中而回復原狀。(和哆啦隊比賽時)
富良野（投手及中堅手，9棒，背番號1）
釧路（一疊手，4棒，背番號3）
旭川（二疊手，2棒，背番號4）
苫小牧（三疊手，3棒，背番號5）
岩見沢（遊撃手，6棒，背番號6）
小樽（左翼手，5棒，背番號7）
稚内（中堅手及捕手，7棒，背番號8）
網走（右翼手，8棒，背番號不明）

### 江戶川破爛隊
烈治的隊伍，級數是二級。
阿烈（捕手，4棒，背番號2）
家裏經營棒球練習場，因為黑A夢弄壞了投球機而跟他比賽，並約定如果哆啦隊輸了要賠兩倍。為了錢而不斷使用不擇手段，但對棒球的熱誠是真的。
破爛之助（ボロ助，投手，3棒，背番號3）
原是棒球練習場的投球機，因為黑A夢(黑隊長A夢)弄壞了而經阿烈的改造而變成機器人。因為比賽事故，阿烈將彈跳A夢的彈弓植入破爛之助的身體，但阿烈覺得仍不足夠獲勝，並繼續植入有利的東西，還因此投出魔球。
白山（投手，3棒，背番號3）
赤星（1棒）
青田（2棒）
灰山（5棒）
黄島（9棒）

### 房總逹多魯隊
千葉的隊伍。
哆啦一朗（ドラ一朗，右場手，1棒，背番號51 ）
安打率達八成的天才打球手。最後到美國挑戰職棒並加入西雅圖水兵隊。WABC的日本代表之一，而後也入選日本縱貫聯賽明星賽。(因要打安打而生)
御宿（投手，3棒，背番號1）
投球水準好。
木更津（捕手，6棒）
鴨川（一壘手，4棒）
君津（二壘手，8棒）
勝浦（三壘手，2棒）
大原（遊撃手，5棒）
行川（左翼手，9棒）
白浜（中堅手，7棒）

### 門賀隊
江戶川哆啦隊的同市球隊。 
門賀（[] 错误：{{Lang}}：无文本（帮助）投手 3棒 背番號21）
門賀隊的隊長，可以從頭髪看出他的球路。為了經常練習的球場作賭注，而和江戶川哆啦隊比賽。
剛之助（[] 错误：{{Lang}}：无文本（帮助）三壘手 4棒 背番號5）
門賀隊的第二個主力球員，門賀的機器人。

### 極棒多啦隊
銅鑼之輔監督為了改善哆啦隊1軍的懶惰而建立的隊伍，後來分開自己一隊。
銅羅之輔（監督，背番號30）
原是古奴基山巴古隊的有名監督，後來成為了哆啦隊的監督，為了要改善1軍的懶惰而建立了江戶川哆啦隊2軍，最後和2軍隊員一起分開自己一隊，以全新的"極棒哆啦隊"出現在黑A夢面前。
噗噗太（ブブ太，2軍隊長、投手，1棒，背番號11）
豬型機器人，能夠運用天生的豬手指，投出各種的變化球，很頑固。
貝貝太（ベベ太，捕手，2棒，背番號22）
豬型機器人，雖然很沉默，卻擁有一顆熱諴之心，3隻豬最有力氣的一個。
波波太（ボボ太，一壘手，3棒，背番號33）
豬型機器人，也是個厲害的投手，能夠用鼻子投出剛速球，如果將鼻屎黏在球，球會出現奇怪的變化，3隻豬最健碩的一個。
漆黑A夢（まっくろえもん，三壘手、外野手，7棒，背番號15）
和黑隊長A夢同樣是黑貓，但他是全黑，站在他後面或被他橫過會惡運臨頭，在美國卻會帶來好運，他在每一個國家給人的運氣都不同。

## WABC
世界业余棒球经典赛。于棒球的发源地—美国举行。

### 晋级隊伍
16強:日本、美國、古巴、英國、澳洲、多明尼加、南非、意大利、波多黎各、阿根廷、韓國、墨西哥、荷蘭、法國、加拿大、印度
8強:日本、美國、古巴、澳洲、多明尼加、南非、波多黎各、墨西哥
4強:日本、美國、古巴、多明尼加
亞軍:日本
冠軍:美國

### 日本明星隊
由京選出在WABC中出賽的日本明星隊。

#### 王者·貞治
監督  背番號89
前日本代表隊，必殺打法為「金雞獨立打法」，現因年老而退役。

#### 哆啦一郎
右外野手 1棒 背番號51
房總達多魯隊的隊長，擊球率為80%。(房總達多魯隊)

#### 小松川
二壘手 2棒 背番號4
荒川賀威達隊的成員，是白Ａ夢的得力隊員。

#### 阿烈
捕手 3棒 背番號22
江戶川破爛隊的隊長。(詳見江戶川破爛隊)

#### 平井
捕手 3棒 背番號2
荒川賀威達隊的成員，能接住白Ａ夢的各種魔球。

#### 彎彎Ａ夢
游擊手 4棒 背番號6
秋田獵戶座隊的隊長，因腳傷而被迫讓位給膽小Ａ夢，在與美國隊一戰再度出埸，成功把哆啦恩普的「皇家直球閃光彈」擊破。
據說在狀態好的時候，球棒擊倒球必定飛到觀眾席。

#### 松井
左外野手 4/6棒 背番號55
石川洋基隊的成員。

#### 黑Ａ夢
三壘手 5棒 背番號5
江戶川哆啦隊的隊長，詳情請參考(哆啦棒球隊一軍)

#### 基魯Ａ夢
中外野手 7/6棒 背番號3
鐵人軍團的成員，據多啦一郎說是可寄望的擊球手。

#### 高個Ａ夢
一壘手 8/7棒 背番號33
江戶川多啦隊的成員，詳情請參考(哆啦棒球隊一軍)

#### 膽小Ａ夢
游擊手 8棒 背番號66
江戶川哆啦隊的成員，因奧利Ａ夢腳傷替補的球員。詳情請參考(哆啦棒球隊一軍)

#### 艾摩爾
投手 9棒 背番號18
茜鉗子隊的隊長，詳情請參考(茜鉗子隊)

#### 波古Ａ夢
投手 9棒 背番號00
山寺巨熊隊的隊長，能用眼睛迷惑他人，但當別人不看他的眼睛便失效，在憤怒時會變成巨熊，投出能令球棒截斷的剛速球，但消耗體力方面也因而提高。
變身時可以投出W魔球。

#### 白Ａ夢
投手 3/9棒 背番號1
荒川賀威達隊的隊長，有著W魔球.WW魔球.World魔球還有剛速球，詳情請參考(荒川賀威達隊)

#### 小廣
投手 9棒 背番號11
江戶川哆啦隊的成員，因受傷，所以沒有辦法為日本隊效力，詳情請參考(哆啦棒球隊一軍)

### 美國明星隊

#### 監督.希路
監督
美國的監督。 

#### 哆啦恩普
投手/右場手 3棒 背番號13
熱衷於打敗黑Ａ夢的超級投手。詳情請參考(章魚王隊)

#### A夢特
左外野手 4棒 背番號7
藉著火焰擊打成為全壘打王。詳情請參考(江户川哆啦队)

#### 蘭迪
捕手 4棒 背番號2
章魚王隊的捕手。詳情請參考(章魚王隊)

#### 賴安
二壘手 2棒 背番號4
章魚王隊的成員，投球較強。

#### 魯
三壘手 1棒 背番號6
章魚王隊的成員。

#### 斯派依達爾
投手/右場手 9棒 背番號1
也叫“蒙面投手·蜘蛛人”。以身高投出的直球作武器，没有人看过他面具下的脸孔，是个神秘的投手。
必殺技
輕功：爬過圍牆接住全壘打球。

#### 杭特
中外野手 7棒 背番號8

#### 傑森
一壘手 8棒 背番號25

#### 羅德里奎茲
游擊手 6棒 背番號3

### 澳洲明星隊
以投手烏魯魯為中心。

#### 烏魯魯
投手 9棒 背番號1
與樹熊多亞蘭並肩作戰的2人投手組合，籍與多亞蘭的特殊聯繫性而投出適當的球路，最擅長投的球路是直球。

#### 多亞蘭
投手 8棒 背番號11
一隻無尾熊，與主人烏魯汝並肩作戰的2人投手組合，鼻子能嗅出對方想打的球路。

#### 朗高
右場手 6棒 背番號9
腳速很快，外野有他和貝達拉就足夠了。

#### 貝達拉
左場手 2棒 背番號7
腳速很快，外野有他和朗高就足夠了。

#### 費查
三壘手 1棒 背番號5

#### 登古
捕手 4棒 背番號2

#### 漢密爾頓
二壘手 3棒 背番號4

#### 博文
一壘手 5棒 背番號3

#### 莫頓
游擊手 7棒 背番號6

## 出版書籍
哆啦A夢超棒球外傳
| 冊數 | 小學館         | 小學館                 | 青文出版社     | 青文出版社             | 香港青文   | 香港青文               |
| 冊數 | 發售日期       | ISBN                   | 發售日期       | ISBN                   | 發售日期   | ISBN                   |
| ---- | -------------- | ---------------------- | -------------- | ---------------------- | ---------- | ---------------------- |
| 1    | 2001年4月26日  | ISBN 4-09-142851-7     | 2001年10月18日 | ISBN 957-595-987-6     | 2001年9月  | ISBN 962-8760-46-7     |
| 2    | 2001年12月25日 | ISBN 4-09-142852-5     | 2002年3月5日   | ISBN 957-509-130-2     | 2002年2月  | ISBN 962-8760-47-5     |
| 3    | 2002年7月27日  | ISBN 4-09-142853-3     | 2002年10月29日 | ISBN 957-509-405-0     | 2002年9月  | ISBN 962-8760-48-3     |
| 4    | 2003年1月25日  | ISBN 4-09-142854-1     | 2003年4月23日  | ISBN 957-509-519-7     | 2003年3月  | ISBN 962-8760-49-1     |
| 5    | 2003年7月28日  | ISBN 4-09-142855-X     | 2003年12月15日 | ISBN 957-509-642-8     | 2003年11月 | ISBN 962-8822-19-5     |
| 6    | 2004年1月28日  | ISBN 4-09-142856-8     | 2004年6月10日  | ISBN 957-509-870-6     | 2004年5月  | ISBN 962-8822-41-1     |
| 7    | 2004年7月28日  | ISBN 4-09-142857-6     | 2005年1月7日   | ISBN 986-156-059-9     | 2004年12月 | ISBN 962-8822-76-4     |
| 8    | 2005年1月28日  | ISBN 4-09-142858-4     | 2005年4月21日  | ISBN 986-156-160-9     | 2005年3月  | ISBN 962-8906-26-7     |
| 9    | 2005年7月28日  | ISBN 4-09-142859-2     | 2005年11月20日 | ISBN 986-156-317-2     | 2005年10月 | ISBN 962-8906-55-0     |
| 10   | 2006年1月27日  | ISBN 4-09-140068-X     | 2006年4月1日   | ISBN 986-156-377-6     | 2007年4月  | ISBN 978-962-8906-79-6 |
| 11   | 2006年8月28日  | ISBN 4-09-140184-8     | 2007年5月15日  | ISBN 978-986-156-886-7 | 2007年8月  | ISBN 978-962-8981-02-1 |
| 12   | 2007年1月26日  | ISBN 978-4-09-140279-0 | 2007年6月5日   | ISBN 978-986-156-973-4 | 2008年1月  | ISBN 978-962-8981-22-9 |
| 13   | 2007年7月27日  | ISBN 978-4-09-140347-6 | 2007年10月20日 | ISBN 978-986-209-131-9 | 2008年6月  | ISBN 978-962-8981-45-8 |
| 14   | 2007年12月25日 | ISBN 978-4-09-140419-0 | 2008年9月30日  | ISBN 978-986-209-596-6 | 2008年12月 | ISBN 978-962-8981-61-8 |
| 15   | 2008年5月28日  | ISBN 978-4-09-140546-3 | 2008年10月30日 | ISBN 978-986-209-609-3 | 2009年4月  | ISBN 978-962-8981-74-8 |
| 16   | 2008年11月27日 | ISBN 978-4-09-140715-3 | 2009年2月16日  | ISBN 978-986-209-756-4 | 2009年6月  | ISBN 978-962-8981-80-9 |
| 17   | 2009年4月28日  | ISBN 978-4-09-140792-4 | 2009年7月25日  | ISBN 978-986-209-932-2 | 2010年1月  | ISBN 978-962-8981-96-0 |
| 18   | 2009年9月28日  | ISBN 978-4-09-140847-1 | 2010年1月25日  | ISBN 978-986-256-157-7 | 2010年3月  | ISBN 978-962-8981-00-7 |
| 19   | 2010年2月26日  | ISBN 978-4-09-140895-2 | 2010年6月25日  | ISBN 978-986-256-333-5 | 2010年9月  | ISBN 978-988-8044-13-9 |
| 20   | 2010年8月27日  | ISBN 978-4-09-141094-8 | 2010年11月25日 | ISBN 978-986-256-535-3 | 2011年3月  | ISBN 978-988-8044-27-6 |
| 21   | 2010年11月26日 | ISBN 978-4-09-141147-1 | 2011年3月1日   | ISBN 978-986-256-718-0 | 2011年12月 | ISBN 978-988-8044-40-5 |
| 22   | 2011年5月27日  | ISBN 978-4-09-141270-6 | 2011年11月11日 | ISBN 978-986-256-961-0 | 2012年6月  | ISBN 978-988-8044-52-8 |
| 23   | 2011年10月28日 | ISBN 978-4-09-141346-8 | 2012年4月12日  | ISBN 978-986-310-130-7 | 2012年11月 | ISBN 978-988-8044-60-3 |

新 哆啦A夢超棒球外傳
| 冊數 | 小學館         | 小學館                 | 青文出版社    | 青文出版社           |
| 冊數 | 發售日期       | ISBN                   | 發售日期      | EAN                  |
| ---- | -------------- | ---------------------- | ------------- | -------------------- |
| 1    | 2012年12月28日 | ISBN 978-4-09-141566-0 | 2016年2月5日  | EAN 471-8016-01642-2 |
| 2    | 2013年12月27日 | ISBN 978-4-09-141624-7 | 2016年9月24日 | EAN 471-8016-01964-5 |
| 3    | 2014年5月28日  | ISBN 978-4-09-141750-3 | 2017年2月25日 | EAN 471-8016-02156-3 |
| 4    | 2014年10月28日 | ISBN 978-4-09-141820-3 | 2017年4月25日 | EAN 471-8016-02253-9 |

## 遊戲
2007年12月20日，南夢宮萬代遊戲發售任天堂DS遊戲軟體「Dorabase Dramatic Stadium」。
2009年11月19日，南夢宮萬代遊戲發售任天堂DS遊戲軟體「Dorabase 2 熱鬥Ultra Stadium」。
2010年3月25日，在南夢宮萬代遊戲發售的任天堂DS遊戲軟體「職棒家庭棒球場DS 2010」中，憑特典密碼解鎖會出現江戶川多啦隊人物。

## 外部連結
- 遊戲官網
- http://www.bandaigames.channel.or.jp/list/dorabase2/（页面存档备份，存于）